# Corconne
Corconne – miejscowość i gmina we Francji, w regionie Oksytania, w departamencie Gard.
Według danych na rok 1990 gminę zamieszkiwało 386 osób, a gęstość zaludnienia wynosiła 30 osób/km² (wśród 1545 gmin Langwedocji-Roussillon Corconne plasuje się na 575. miejscu pod względem liczby ludności, natomiast pod względem powierzchni na miejscu 612.).